# 북아일랜드 축구 국가대표팀
북아일랜드 축구 국가대표팀은 영국의 북아일랜드를 대표하는 축구 국가대표팀으로 북아일랜드 축구 협회에서 운영한다. 1882년 2월 18일 잉글랜드와의 국제 경기 데뷔전에서 0-13으로 대패했으며 현재 윈저 파크를 홈 구장으로 사용하고 있다.

## 국제 대회 경력

### FIFA 월드컵
월드컵 본선에는 3번 출전하여 이 가운데 1958년 대회에서 8강에 진출하는 돌풍을 일으켰고 1982년 대회 본선에서는 2라운드(12강)에 진출하기도 했지만 1986년 대회 본선에서는 조별리그 탈락의 고배를 마셨고 이후 2018년 FIFA 월드컵 유럽 지역 예선 C조 12경기 6승 2무 4패·조 2위로 사상 첫 플레이오프 진출에 성공했으나 플레이오프에서 강호 스위스에 패하며 32년만의 월드컵 본선행이 좌절되었다.

### UEFA 유럽 축구 선수권 대회

#### UEFA 유로 2016
UEFA 유로 2016 예선에서 6승 3무 1패·F조 1위로 30년만의 메이저 대회 본선 출전이자 유로 대회 사상 첫 본선 무대를 밟은 북아일랜드는 이 대회 본선에서 독일, 폴란드, 우크라이나와 함께 C조에 편성되어 이 3팀과 16강 진출 티켓을 놓고 격돌했다. 이후 열린 폴란드와의 첫 경기에서 후반 6분 아르카디우시 밀리크에게 선제골을 헌납하며 0-1로 패했고 우크라이나와의 2차전에서는 개러스 매컬리와 나이얼 맥긴의 릴레이골로 2-0으로 승리를 거두면서 유로 대회 사상 첫 승을 신고했다. 그리고 독일과의 최종전에서는 전반 30분 마리오 고메즈에게 결승골을 내주고 0-1로 패하며 1승 2패·조 3위로 밀려났으나 와일드카드 자격으로 유로 대회 첫 16강 진출에 성공하면서 1982년 월드컵 이후 34년만에 메이저 대회 본선 토너먼트 진출을 이뤄냈다. 그러나 웨일스와의 경기에서 매컬리의 자책골로 0-1로 패하면서 첫 유로 대회 여정을 16강에서 마감했다.

### UEFA 네이션스리그

#### 2018-19 시즌
네이션스리그 첫 시즌인 2018-19년 UEFA 네이션스리그에서 리그 B에 편입된 북아일랜드는 오스트리아, 보스니아 헤르체고비나와 함께 3조에 편성되었다. 이후 첫 경기에서 보스니아에게 1-2로 석패했고 오스트리아와의 2번째 경기에서도 0-1로 졌다. 이어 벌어진 3차전과 4차전에서도 각각 보스니아와 오스트리아에게 0-2, 1-2로 패하면서 4전 전패·조 최하위로 네이션스리그 첫 시즌을 마쳤다.

## FIFA 월드컵(본선)
| FIFA 월드컵 본선 기록 | FIFA 월드컵 본선 기록              | FIFA 월드컵 본선 기록              | FIFA 월드컵 본선 기록              | FIFA 월드컵 본선 기록              | FIFA 월드컵 본선 기록              | FIFA 월드컵 본선 기록              | FIFA 월드컵 본선 기록              | FIFA 월드컵 본선 기록              | FIFA 월드컵 본선 기록              |
| 년도                  | 결과                               | 순위                               | 경기                               | 승                                 | 무*                                | 패                                 | 득점                               | 실점                               | 승점                               |
| --------------------- | ---------------------------------- | ---------------------------------- | ---------------------------------- | ---------------------------------- | ---------------------------------- | ---------------------------------- | ---------------------------------- | ---------------------------------- | ---------------------------------- |
| 1930년                | 아일랜드로 참가                    | 아일랜드로 참가                    | 아일랜드로 참가                    | 아일랜드로 참가                    | 아일랜드로 참가                    | 아일랜드로 참가                    | 아일랜드로 참가                    | 아일랜드로 참가                    | 아일랜드로 참가                    |
| 1934년                | 아일랜드로 참가                    | 아일랜드로 참가                    | 아일랜드로 참가                    | 아일랜드로 참가                    | 아일랜드로 참가                    | 아일랜드로 참가                    | 아일랜드로 참가                    | 아일랜드로 참가                    | 아일랜드로 참가                    |
| 1938년                | 아일랜드로 참가                    | 아일랜드로 참가                    | 아일랜드로 참가                    | 아일랜드로 참가                    | 아일랜드로 참가                    | 아일랜드로 참가                    | 아일랜드로 참가                    | 아일랜드로 참가                    | 아일랜드로 참가                    |
| 1950년                | 예선 탈락( 아일랜드의 일부로 참가) | 예선 탈락( 아일랜드의 일부로 참가) | 예선 탈락( 아일랜드의 일부로 참가) | 예선 탈락( 아일랜드의 일부로 참가) | 예선 탈락( 아일랜드의 일부로 참가) | 예선 탈락( 아일랜드의 일부로 참가) | 예선 탈락( 아일랜드의 일부로 참가) | 예선 탈락( 아일랜드의 일부로 참가) | 예선 탈락( 아일랜드의 일부로 참가) |
| 1954년                | 예선 탈락                          | 예선 탈락                          | 예선 탈락                          | 예선 탈락                          | 예선 탈락                          | 예선 탈락                          | 예선 탈락                          | 예선 탈락                          | 예선 탈락                          |
| 1958년                | 8강                                | 7위                                | 5                                  | 2                                  | 1                                  | 2                                  | 6                                  | 10                                 | 7                                  |
| 1962년                | 예선 탈락                          | 예선 탈락                          | 예선 탈락                          | 예선 탈락                          | 예선 탈락                          | 예선 탈락                          | 예선 탈락                          | 예선 탈락                          | 예선 탈락                          |
| 1966년                | 예선 탈락                          | 예선 탈락                          | 예선 탈락                          | 예선 탈락                          | 예선 탈락                          | 예선 탈락                          | 예선 탈락                          | 예선 탈락                          | 예선 탈락                          |
| 1970년                | 예선 탈락                          | 예선 탈락                          | 예선 탈락                          | 예선 탈락                          | 예선 탈락                          | 예선 탈락                          | 예선 탈락                          | 예선 탈락                          | 예선 탈락                          |
| 1974년                | 예선 탈락                          | 예선 탈락                          | 예선 탈락                          | 예선 탈락                          | 예선 탈락                          | 예선 탈락                          | 예선 탈락                          | 예선 탈락                          | 예선 탈락                          |
| 1978년                | 예선 탈락                          | 예선 탈락                          | 예선 탈락                          | 예선 탈락                          | 예선 탈락                          | 예선 탈락                          | 예선 탈락                          | 예선 탈락                          | 예선 탈락                          |
| 1982년                | 2라운드                            | 9위                                | 5                                  | 1                                  | 3                                  | 1                                  | 5                                  | 7                                  | 6                                  |
| 1986년                | 조별리그                           | 21위                               | 3                                  | 0                                  | 1                                  | 2                                  | 2                                  | 6                                  | 1                                  |
| 1990년                | 예선 탈락                          | 예선 탈락                          | 예선 탈락                          | 예선 탈락                          | 예선 탈락                          | 예선 탈락                          | 예선 탈락                          | 예선 탈락                          | 예선 탈락                          |
| 1994년                | 예선 탈락                          | 예선 탈락                          | 예선 탈락                          | 예선 탈락                          | 예선 탈락                          | 예선 탈락                          | 예선 탈락                          | 예선 탈락                          | 예선 탈락                          |
| 1998년                | 예선 탈락                          | 예선 탈락                          | 예선 탈락                          | 예선 탈락                          | 예선 탈락                          | 예선 탈락                          | 예선 탈락                          | 예선 탈락                          | 예선 탈락                          |
| 2002년                | 예선 탈락                          | 예선 탈락                          | 예선 탈락                          | 예선 탈락                          | 예선 탈락                          | 예선 탈락                          | 예선 탈락                          | 예선 탈락                          | 예선 탈락                          |
| 2006년                | 예선 탈락                          | 예선 탈락                          | 예선 탈락                          | 예선 탈락                          | 예선 탈락                          | 예선 탈락                          | 예선 탈락                          | 예선 탈락                          | 예선 탈락                          |
| 2010년                | 예선 탈락                          | 예선 탈락                          | 예선 탈락                          | 예선 탈락                          | 예선 탈락                          | 예선 탈락                          | 예선 탈락                          | 예선 탈락                          | 예선 탈락                          |
| 2014년                | 예선 탈락                          | 예선 탈락                          | 예선 탈락                          | 예선 탈락                          | 예선 탈락                          | 예선 탈락                          | 예선 탈락                          | 예선 탈락                          | 예선 탈락                          |
| 2018년                | 예선 탈락                          | 예선 탈락                          | 예선 탈락                          | 예선 탈락                          | 예선 탈락                          | 예선 탈락                          | 예선 탈락                          | 예선 탈락                          | 예선 탈락                          |
| 2022년                | 예선 탈락                          | 예선 탈락                          | 예선 탈락                          | 예선 탈락                          | 예선 탈락                          | 예선 탈락                          | 예선 탈락                          | 예선 탈락                          | 예선 탈락                          |
| 합계                  | 3회 진출(3/18)                     | 8강(1회)                           | 13                                 | 3                                  | 5                                  | 5                                  | 13                                 | 23                                 | 14                                 |
| 순위                  | FIFA 월드컵 역대 순위 : 39위       | FIFA 월드컵 역대 순위 : 39위       | FIFA 월드컵 역대 순위 : 39위       | FIFA 월드컵 역대 순위 : 39위       | FIFA 월드컵 역대 순위 : 39위       | FIFA 월드컵 역대 순위 : 39위       | FIFA 월드컵 역대 순위 : 39위       | FIFA 월드컵 역대 순위 : 39위       | FIFA 월드컵 역대 순위 : 39위       |

### FIFA 월드컵(예선)
| FIFA 월드컵 예선 기록 | FIFA 월드컵 예선 기록                    | FIFA 월드컵 예선 기록                    | FIFA 월드컵 예선 기록                    | FIFA 월드컵 예선 기록                    | FIFA 월드컵 예선 기록                    | FIFA 월드컵 예선 기록                    | FIFA 월드컵 예선 기록                    | FIFA 월드컵 예선 기록                    | FIFA 월드컵 예선 기록                    |
| 년도                  | 경기                                     | 승                                       | 무*                                      | 패                                       | 득점                                     | 실점                                     | 승점                                     |                                          |                                          |
| --------------------- | ---------------------------------------- | ---------------------------------------- | ---------------------------------------- | ---------------------------------------- | ---------------------------------------- | ---------------------------------------- | ---------------------------------------- | ---------------------------------------- | ---------------------------------------- |
| 1930년                |                                          |                                          |                                          |                                          |                                          |                                          |                                          |                                          |                                          |
| 1934년                |                                          |                                          |                                          |                                          |                                          |                                          |                                          |                                          |                                          |
| 1938년                |                                          |                                          |                                          |                                          |                                          |                                          |                                          |                                          |                                          |
| 1950년                | 3                                        | 0                                        | 1                                        | 2                                        | 4                                        | 17                                       | 1                                        |                                          |                                          |
| 1954년                | 3                                        | 1                                        | 0                                        | 2                                        | 4                                        | 7                                        | 3                                        |                                          |                                          |
| 1958년                | 4                                        | 2                                        | 1                                        | 1                                        | 6                                        | 3                                        | 7                                        |                                          |                                          |
| 1962년                | 4                                        | 1                                        | 0                                        | 3                                        | 7                                        | 8                                        | 3                                        |                                          |                                          |
| 1966년                | 6                                        | 3                                        | 2                                        | 1                                        | 9                                        | 5                                        | 11                                       |                                          |                                          |
| 1970년                | 4                                        | 2                                        | 1                                        | 1                                        | 7                                        | 3                                        | 7                                        |                                          |                                          |
| 1974년                | 6                                        | 1                                        | 3                                        | 2                                        | 5                                        | 6                                        | 6                                        |                                          |                                          |
| 1978년                | 6                                        | 2                                        | 1                                        | 3                                        | 7                                        | 6                                        | 7                                        |                                          |                                          |
| 1982년                | 8                                        | 3                                        | 3                                        | 2                                        | 6                                        | 3                                        | 12                                       |                                          |                                          |
| 1986년                | 8                                        | 4                                        | 2                                        | 2                                        | 8                                        | 5                                        | 14                                       |                                          |                                          |
| 1990년                | 8                                        | 2                                        | 1                                        | 5                                        | 6                                        | 12                                       | 7                                        |                                          |                                          |
| 1994년                | 12                                       | 5                                        | 3                                        | 4                                        | 14                                       | 13                                       | 18                                       |                                          |                                          |
| 1998년                | 10                                       | 1                                        | 4                                        | 5                                        | 6                                        | 10                                       | 7                                        |                                          |                                          |
| 2002년                | 10                                       | 3                                        | 2                                        | 5                                        | 11                                       | 12                                       | 11                                       |                                          |                                          |
| 2006년                | 10                                       | 2                                        | 3                                        | 5                                        | 10                                       | 18                                       | 9                                        |                                          |                                          |
| 2010년                | 10                                       | 4                                        | 3                                        | 3                                        | 13                                       | 9                                        | 15                                       |                                          |                                          |
| 2014년                | 10                                       | 1                                        | 4                                        | 5                                        | 9                                        | 17                                       | 7                                        |                                          |                                          |
| 2018년                | 12                                       | 6                                        | 2                                        | 4                                        | 17                                       | 7                                        | 20                                       |                                          |                                          |
| 2022년                | 8                                        | 2                                        | 3                                        | 3                                        | 6                                        | 7                                        | 9                                        |                                          |                                          |
| 합계                  | 142                                      | 45                                       | 39                                       | 58                                       | 155                                      | 168                                      | 174                                      |                                          |                                          |
| 순위                  | 월드컵 예선 승점 순위 : 55위 (유럽 24위) | 월드컵 예선 승점 순위 : 55위 (유럽 24위) | 월드컵 예선 승점 순위 : 55위 (유럽 24위) | 월드컵 예선 승점 순위 : 55위 (유럽 24위) | 월드컵 예선 승점 순위 : 55위 (유럽 24위) | 월드컵 예선 승점 순위 : 55위 (유럽 24위) | 월드컵 예선 승점 순위 : 55위 (유럽 24위) | 월드컵 예선 승점 순위 : 55위 (유럽 24위) | 월드컵 예선 승점 순위 : 55위 (유럽 24위) |

## UEFA 유럽 축구 선수권 대회(본선)
| UEFA 유로컵 본선 기록 | UEFA 유로컵 본선 기록                  | UEFA 유로컵 본선 기록                  | UEFA 유로컵 본선 기록                  | UEFA 유로컵 본선 기록                  | UEFA 유로컵 본선 기록                  | UEFA 유로컵 본선 기록                  | UEFA 유로컵 본선 기록                  | UEFA 유로컵 본선 기록                  | UEFA 유로컵 본선 기록                  |
| 년도                  | 결과                                   | 순위                                   | 경기                                   | 승                                     | 무*                                    | 패                                     | 득점                                   | 실점                                   | 승점                                   |
| --------------------- | -------------------------------------- | -------------------------------------- | -------------------------------------- | -------------------------------------- | -------------------------------------- | -------------------------------------- | -------------------------------------- | -------------------------------------- | -------------------------------------- |
| 1960년                | 불참                                   | 불참                                   | 불참                                   | 불참                                   | 불참                                   | 불참                                   | 불참                                   | 불참                                   | 불참                                   |
| 1964년                | 예선 탈락                              | 예선 탈락                              | 예선 탈락                              | 예선 탈락                              | 예선 탈락                              | 예선 탈락                              | 예선 탈락                              | 예선 탈락                              | 예선 탈락                              |
| 1968년                | 예선 탈락                              | 예선 탈락                              | 예선 탈락                              | 예선 탈락                              | 예선 탈락                              | 예선 탈락                              | 예선 탈락                              | 예선 탈락                              | 예선 탈락                              |
| 1972년                | 예선 탈락                              | 예선 탈락                              | 예선 탈락                              | 예선 탈락                              | 예선 탈락                              | 예선 탈락                              | 예선 탈락                              | 예선 탈락                              | 예선 탈락                              |
| 1976년                | 예선 탈락                              | 예선 탈락                              | 예선 탈락                              | 예선 탈락                              | 예선 탈락                              | 예선 탈락                              | 예선 탈락                              | 예선 탈락                              | 예선 탈락                              |
| 1980년                | 예선 탈락                              | 예선 탈락                              | 예선 탈락                              | 예선 탈락                              | 예선 탈락                              | 예선 탈락                              | 예선 탈락                              | 예선 탈락                              | 예선 탈락                              |
| 1984년                | 예선 탈락                              | 예선 탈락                              | 예선 탈락                              | 예선 탈락                              | 예선 탈락                              | 예선 탈락                              | 예선 탈락                              | 예선 탈락                              | 예선 탈락                              |
| 1988년                | 예선 탈락                              | 예선 탈락                              | 예선 탈락                              | 예선 탈락                              | 예선 탈락                              | 예선 탈락                              | 예선 탈락                              | 예선 탈락                              | 예선 탈락                              |
| 1992년                | 예선 탈락                              | 예선 탈락                              | 예선 탈락                              | 예선 탈락                              | 예선 탈락                              | 예선 탈락                              | 예선 탈락                              | 예선 탈락                              | 예선 탈락                              |
| 1996년                | 예선 탈락                              | 예선 탈락                              | 예선 탈락                              | 예선 탈락                              | 예선 탈락                              | 예선 탈락                              | 예선 탈락                              | 예선 탈락                              | 예선 탈락                              |
| 2000년                | 예선 탈락                              | 예선 탈락                              | 예선 탈락                              | 예선 탈락                              | 예선 탈락                              | 예선 탈락                              | 예선 탈락                              | 예선 탈락                              | 예선 탈락                              |
| 2004년                | 예선 탈락                              | 예선 탈락                              | 예선 탈락                              | 예선 탈락                              | 예선 탈락                              | 예선 탈락                              | 예선 탈락                              | 예선 탈락                              | 예선 탈락                              |
| 2008년                | 예선 탈락                              | 예선 탈락                              | 예선 탈락                              | 예선 탈락                              | 예선 탈락                              | 예선 탈락                              | 예선 탈락                              | 예선 탈락                              | 예선 탈락                              |
| 2012년                | 예선 탈락                              | 예선 탈락                              | 예선 탈락                              | 예선 탈락                              | 예선 탈락                              | 예선 탈락                              | 예선 탈락                              | 예선 탈락                              | 예선 탈락                              |
| 2016년                | 16강                                   | 16위                                   | 4                                      | 1                                      | 0                                      | 3                                      | 2                                      | 3                                      | 3                                      |
| 2020년                | 예선 탈락                              | 예선 탈락                              | 예선 탈락                              | 예선 탈락                              | 예선 탈락                              | 예선 탈락                              | 예선 탈락                              | 예선 탈락                              | 예선 탈락                              |
| 합계                  | 1회 진출(1/16)                         | 16강(1회)                              | 4                                      | 1                                      | 0                                      | 3                                      | 2                                      | 3                                      | 3                                      |
| 순위                  | UEFA 유럽 축구 선수권 대회 순위 : 29위 | UEFA 유럽 축구 선수권 대회 순위 : 29위 | UEFA 유럽 축구 선수권 대회 순위 : 29위 | UEFA 유럽 축구 선수권 대회 순위 : 29위 | UEFA 유럽 축구 선수권 대회 순위 : 29위 | UEFA 유럽 축구 선수권 대회 순위 : 29위 | UEFA 유럽 축구 선수권 대회 순위 : 29위 | UEFA 유럽 축구 선수권 대회 순위 : 29위 | UEFA 유럽 축구 선수권 대회 순위 : 29위 |

### UEFA 유럽 축구 선수권 대회(예선)
| UEFA 유로컵 예선 기록 | UEFA 유로컵 예선 기록      | UEFA 유로컵 예선 기록      | UEFA 유로컵 예선 기록      | UEFA 유로컵 예선 기록      | UEFA 유로컵 예선 기록      | UEFA 유로컵 예선 기록      | UEFA 유로컵 예선 기록      | UEFA 유로컵 예선 기록      | UEFA 유로컵 예선 기록      |
| 년도                  | 경기                       | 승                         | 무*                        | 패                         | 득점                       | 실점                       | 승점                       |                            |                            |
| --------------------- | -------------------------- | -------------------------- | -------------------------- | -------------------------- | -------------------------- | -------------------------- | -------------------------- | -------------------------- | -------------------------- |
| 1960년                | 불참                       | 불참                       | 불참                       | 불참                       | 불참                       | 불참                       | 불참                       |                            |                            |
| 1964년                | 4                          | 2                          | 1                          | 1                          | 5                          | 2                          | 7                          |                            |                            |
| 1968년                | 6                          | 1                          | 1                          | 4                          | 2                          | 8                          | 4                          |                            |                            |
| 1972년                | 6                          | 2                          | 2                          | 2                          | 10                         | 6                          | 8                          |                            |                            |
| 1976년                | 6                          | 3                          | 0                          | 3                          | 8                          | 5                          | 9                          |                            |                            |
| 1980년                | 8                          | 4                          | 1                          | 3                          | 8                          | 14                         | 13                         |                            |                            |
| 1984년                | 8                          | 5                          | 1                          | 2                          | 8                          | 5                          | 16                         |                            |                            |
| 1988년                | 6                          | 1                          | 1                          | 4                          | 2                          | 10                         | 4                          |                            |                            |
| 1992년                | 8                          | 2                          | 3                          | 3                          | 11                         | 11                         | 9                          |                            |                            |
| 1996년                | 10                         | 5                          | 2                          | 3                          | 20                         | 15                         | 17                         |                            |                            |
| 2000년                | 8                          | 1                          | 2                          | 5                          | 4                          | 19                         | 5                          |                            |                            |
| 2004년                | 8                          | 0                          | 3                          | 5                          | 0                          | 8                          | 3                          |                            |                            |
| 2008년                | 12                         | 6                          | 2                          | 4                          | 17                         | 14                         | 20                         |                            |                            |
| 2012년                | 10                         | 2                          | 3                          | 5                          | 9                          | 13                         | 9                          |                            |                            |
| 2016년                | 10                         | 6                          | 3                          | 1                          | 16                         | 8                          | 21                         |                            |                            |
| 2020년                | 10                         | 4                          | 2                          | 4                          | 11                         | 16                         | 14                         |                            |                            |
| 합계                  | 120                        | 44                         | 27                         | 49                         | 131                        | 154                        | 159                        |                            |                            |
| 순위                  | 유로 예선 승점 순위 : 24위 | 유로 예선 승점 순위 : 24위 | 유로 예선 승점 순위 : 24위 | 유로 예선 승점 순위 : 24위 | 유로 예선 승점 순위 : 24위 | 유로 예선 승점 순위 : 24위 | 유로 예선 승점 순위 : 24위 | 유로 예선 승점 순위 : 24위 | 유로 예선 승점 순위 : 24위 |

## 하계 올림픽
올림픽은 잉글랜드, 스코틀랜드, 웨일스, 북아일랜드로 각각 쪼개져서 나올 수 없으며 연합국 단일 팀 출전만 허용한다. 모든 올림픽 대회는 영국 단일팀으로 출전했다.
따라서 자세한 내용은 영국 축구 국가대표팀 참조.

## 현 대표 선수
- 아래 선수 명단은 2023년 12월 UEFA 유로 2024 본선 참가 선수단 기준

| 번호 | 포지션 | 선수 | 생년월일 (나이) | 출전 | 소속 |
| ---- | ------ | ---- | --------------- | ---- | ---- |

## 주목할 만한 선수
- 대니 블랜치플라워
- 지미 니촐
- 새미 매클로이
- 조지 베스트
- 게리 암스트롱
- 멀 도너기
- 팻 제닝스
- 키스 길레스피
- 마이크 테일러
- 로리 맥아들
- 데이비드 힐리
- 조니 에번스

## 역대 감독
| 감독              | 임기        |
| ----------------- | ----------- |
| 빌리 빙엄         | 1967 ~ 1971 |
| 대니 블랜치플라워 | 1978 ~ ?    |
| 빌리 빙엄         | 1980 ~ 1993 |
| 새미 매킬로이     | 2000 ~ 2003 |
| 마이클 오닐       | 2011 ~ 2020 |
| 마이클 오닐       | 2022 ~      |